# Décembre 1801
Cette page présente les faits marquants du mois de décembre 1801.

## Événements
- 6 décembre : l’expédition Flinders atteint le cap Leeuwin en Australie[1].

- 14 décembre : départ de Brest de l'expédition de Saint-Domingue[2].

- 24 décembre (12 décembre du calendrier julien) : abolition du monopole de l’État et de la noblesse sur la propriété foncière : des roturiers peuvent acquérir des terres sans serfs[3].

## Naissances
- 22 décembre : Carl Jakob Sundevall, zoologiste suédois († 2 février 1875)